# Manidens
Manidens is een geslacht van plantenetende ornithischische dinosauriërs, behorend tot de groep van de Heterodontosauridae, dat tijdens het middelste Jura leefde in het gebied van het huidige Argentinië.

## Naamgeving en vondst
De typesoort Manidens condorensis is in 2011 benoemd en beschreven door Diego Pol, Oliver Rauhut en Marcos Becerra. De geslachtsnaam is afgeleid van het Latijnse manus, "hand", en dens, "tand", een verwijzing naar het feite dat de achterste tanden de vorm van een handje hebben. De soortaanduiding verwijst naar de vindplaats bij het dorpje Cerro Cóndor.
Het fossiel, holotype MPEF-PV 3211, is door zoöloog Guillermo Rougier twee kilometer ten westen van Cerro Cóndor gevonden op de locatie Queso Rallado in de provincie Chubut, in lagen van de Cañadón Asfalto-formatie. De datering van deze geologische formatie is zeer onzeker; tot voor kort werd aangenomen dat ze qua ouderdom in het Callovien-Oxfordien geplaatst moest worden, ongeveer 160 miljoen jaar oud, maar recentere gegevens wijzen op een eerdere oorsprong ergens tussen het late Aalenien en het vroege Bathonien, 171 tot 167 miljoen jaar oud, wat het het waarschijnlijkst maakt dat het fossiel uit het Bajocien stamt welk etage het grootste deel van dit interval overspant. Het bestaat uit een gedeeltelijk skelet met schedel en onderkaken. Bewaard zijn gebleven het merendeel van de elementen van de kop met uitzondering van het schedeldak; een aaneensluitende reeks wervels van de hals, de rug, het sacrum tot en met de eerste van de staart; de linkerschoudergordel en het bekken behalve de uiteinden van het schaambeen en het zitbeen. De schedel is erg platgedrukt waardoor de exacte vorm lastig is vast te stellen; desalniettemin is het een van best bekende heterodontosauride crania. Het exemplaar betreft een volwassen individu dat gezien de mate van vergroeiing van de wervelboog tamelijk op leeftijd was. Het is geprepareerd door Pablo Puerta en Leandro Canessa. Naast dit exemplaar zijn ook losse tanden aan de soort toegewezen: MPEF-PV 1719, MPEF-PV 1786, MPEF-PV 1718, MPEF-PV 3810 en MPEF-PV 3811.
In 2018 werd het unieke gebit meer in detail beschreven. Daarbij werd specimen MPEF-PV 3809 aan de soort toegewezen, een bovenkaaksbeen met tien tandposities. In 2020 werd het tandglazuur beschreven en hetzelfde jaar ook het patroon van tandwisseling. In 2023 werd de schedel opnieuw beschreven.

## Beschrijving

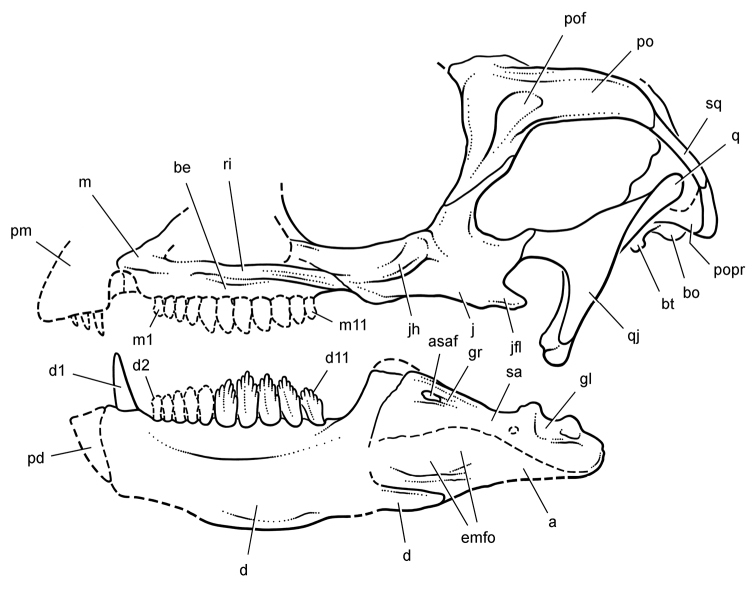
Diagram van schedel en onderkaken

### Grootte en onderscheidende kenmerken
Manidens is een kleine tweevoetige planteneter met een geschatte lichaamslengte van vijftig à zestig centimeter en een gewicht onder de één kilogram. De schedel is zevenenhalve centimeter lang.
De beschrijvers wisten enkele unieke afgeleide eigenschappen, autapomorfieën, vast te stellen. Het jukbeen heeft een sterk ontwikkelde hooggeplaatste bult op de zijkant. De tak van het jukbeen die naar het os postorbitale loopt is bovenaan erg nauw en buigt plots naar achteren net onder het raakvlak met dit bot. Het raakvlak van de onderkant van de voorhoofdsbeenderen met de hersenpan is vergroot en heeft opvallend opstaande randen. De achterste tanden hebben een asymmetrische karteling en aan de voorrand een uitsparing waarin de achterrand van de voorgaande tand past. De achterste tanden van de onderkaak hebben de vorm van een handje met aan de voorrand maar een of twee vertandingen waarvan de voorste wat naar binnen buigt. Iedere vertanding heeft aan haar snijrand weer nog kleinere kartelingen.
In 2018 werd het als uniek gezien dat de tanden in de bovenkaak en onderkaak sterk van elkaar verschillen met veel grotere tandkronen in het midden van het dentarium.

### Skelet
Manidens heeft een wat afgeronde kop met grote ronde oogkassen en een vrij korte snuit. Schuin achter en onder de oogkas bevindt zich een langwerpig plat onderste slaapvenster. De oogkas werd overschaduwd door een zeer lang os palpebrale. De achterste tak van het jukbeen splitst zich; alleen het bovenste uitsteeksel raakt het quadratojugale. Het quadratum is slank en maar iets naar achteren gebogen; de opening in de zijkant ervan heeft de vorm van een grote uitsparing in de opstaande zijrand van het bot.
De onderkaken zijn nogal hoog en iets naar boven gebogen. Ze missen een opening in de zijkant. Ze dragen voorin de voor de heterodontosauriden kenmerkende slagtanden die bij Manidens uitzonderlijk hoog en recht zijn; die van de bovenkaak zijn niet bewaard gebleven maar waren hoogstwaarschijnlijk wel aanwezig. Deze slagtanden missen bij Manidens kartelingen. De bovenkaak heeft geen vaststelbare uitsparing om de vergrote tand van de onderkaak op te nemen. Het aantal tanden in de onderkaak is minstens elf. Het aantal in de bovenkaak is minstens zeven maar kan een flink stuk hoger liggen; in 2018 werd het geschat op twaalf. De eerste drie tanden in de onderkaak achter de slagtand zijn erg klein maar naar achteren toe worden de kronen snel langer tot ze hun hoogste punt bereiken in het midden van de tandrij. De achterste tanden zijn kleiner en vooral smaller. De normale tanden zijn plat en asymmetrisch. Hun tandkronen zijn hoger dan breed en tonen duidelijke vertandingen, meestal een of twee voor de punt en vier tot vijf er achter; het ongelijke aantal is overeenkomstig de asymmetrische vorm. Door een golvende rand op zijn tandglazuur draagt iedere vertanding weer een onderverdeling van kleinere kartelingen.
De halswervels zijn korter dan de ruggenwervels en hebben korte stevige zijuitsteeksels maar de voorste bezitten zeer lange epipofysen, naar achteren gerichte uitsteeksels op de wervelboog. De doornuitsteeksels van de wervels zijn laag maar beslaan een groot deel van de lengte van de wervelboog. De zes sacrale wervels hebben doornuitsteeksels die vergroeid zijn tot een doorlopende plaat. Het wervellichaam van de eerste staartwervel is langwerpig en heeft onderaan goed ontwikkelde gewrichtsfacetten voor de chevrons.
Het ravenbeksbeen heeft aan de achterste bovenkant een haakvormig uitsteeksel dat van het schoudergewricht gescheiden is door een duidelijke inkeping. Het darmbeen is laag en lang met een zwakke zijrichel. Onder het heupgewricht bevindt zich een klein foramen obturatorium. Het aanhangsel voor het schaambeen is wat korter dan dat voor het zitbeen. Het schaambeen is slank met een korte maar robuuste processus praepubicus. De zitbeenderen zijn rechthoekig in doorsneden en over een groot deel van hun onderste lengte met elkaar vergroeid.

## Fylogenie
Volgens een exacte kladistische analyse van de beschrijvers bevond Manidens zich binnen de Heterodontosauridae in een vrij afgeleide positie, net onder Afrikaanse vormen als Heterodontosaurus zelf, Abrictosaurus en Lycorhinus in de stamboom. Dit zou wijzen op een vroege verspreiding en radiatie van de groep over heel Gondwana, misschien al in het late Trias, voordat de continenten zich splitsen.
De kleine omvang van Manidens zou volgens de beschrijvers wijzen op een trend tot miniaturisatie bij de basale heterodontosauriden, een mogelijk gevolg van heterochronie of neotenie. In bouw zou Manidens een tussenvorm vertegenwoordigen die nog niet alle aanpassingen van Heterodontosaurus bezat om plantenmateriaal te verwerken: al wel hoge tandkronen maar nog geen slijtvlakken aan de tanden om het voedsel beter te vermalen. Dit is een ontwikkelingsvolgorde die omgekeerd is aan die van alle andere bekende Amniota waarbij normaliter eerst de kauwfunctie evolueert en dan pas de kroonhoogte toeneemt.
De beschrijvers gaven het volgende kladogram dat de positie van Manidens in stamboom aangeeft en waarin Echinodon niet uitviel als een heteredontosauride:
|  | Manidens |
|  | |
|  | \| \| Abrictosaurus \| \| \| \| \| \| BMNH A100 \| \| \| \| \| \| Heterodontosaurus \| \| \| \| \| \| Lycorhinus \| \| \| \| |
|  | |
|  | Abrictosaurus |
|  | |
|  | BMNH A100 |
|  | |
|  | Heterodontosaurus |
|  | |
|  | Lycorhinus |
|  | |

|  | Abrictosaurus     |
|  |                   |
|  | BMNH A100         |
|  |                   |
|  | Heterodontosaurus |
|  |                   |
|  | Lycorhinus        |
|  |                   |

|  | Manidens |
|  | |
|  | \| \| Abrictosaurus \| \| \| \| \| \| BMNH A100 \| \| \| \| \| \| Heterodontosaurus \| \| \| \| \| \| Lycorhinus \| \| \| \| |
|  | |
|  | Abrictosaurus |
|  | |
|  | BMNH A100 |
|  | |
|  | Heterodontosaurus |
|  | |
|  | Lycorhinus |
|  | |

|  | Abrictosaurus     |
|  |                   |
|  | BMNH A100         |
|  |                   |
|  | Heterodontosaurus |
|  |                   |
|  | Lycorhinus        |
|  |                   |

|  | Manidens |
|  | |
|  | \| \| Abrictosaurus \| \| \| \| \| \| BMNH A100 \| \| \| \| \| \| Heterodontosaurus \| \| \| \| \| \| Lycorhinus \| \| \| \| |
|  | |
|  | Abrictosaurus |
|  | |
|  | BMNH A100 |
|  | |
|  | Heterodontosaurus |
|  | |
|  | Lycorhinus |
|  | |

|  | Abrictosaurus     |
|  |                   |
|  | BMNH A100         |
|  |                   |
|  | Heterodontosaurus |
|  |                   |
|  | Lycorhinus        |
|  |                   |

|  | Manidens |
|  | |
|  | \| \| Abrictosaurus \| \| \| \| \| \| BMNH A100 \| \| \| \| \| \| Heterodontosaurus \| \| \| \| \| \| Lycorhinus \| \| \| \| |
|  | |
|  | Abrictosaurus |
|  | |
|  | BMNH A100 |
|  | |
|  | Heterodontosaurus |
|  | |
|  | Lycorhinus |
|  | |

|  | Abrictosaurus     |
|  |                   |
|  | BMNH A100         |
|  |                   |
|  | Heterodontosaurus |
|  |                   |
|  | Lycorhinus        |
|  |                   |

|  | Eocursor   |
|  |            |
|  | Genasauria |
|  |            |

|  | Manidens |
|  | |
|  | \| \| Abrictosaurus \| \| \| \| \| \| BMNH A100 \| \| \| \| \| \| Heterodontosaurus \| \| \| \| \| \| Lycorhinus \| \| \| \| |
|  | |
|  | Abrictosaurus |
|  | |
|  | BMNH A100 |
|  | |
|  | Heterodontosaurus |
|  | |
|  | Lycorhinus |
|  | |

|  | Abrictosaurus     |
|  |                   |
|  | BMNH A100         |
|  |                   |
|  | Heterodontosaurus |
|  |                   |
|  | Lycorhinus        |
|  |                   |

|  | Manidens |
|  | |
|  | \| \| Abrictosaurus \| \| \| \| \| \| BMNH A100 \| \| \| \| \| \| Heterodontosaurus \| \| \| \| \| \| Lycorhinus \| \| \| \| |
|  | |
|  | Abrictosaurus |
|  | |
|  | BMNH A100 |
|  | |
|  | Heterodontosaurus |
|  | |
|  | Lycorhinus |
|  | |

|  | Abrictosaurus     |
|  |                   |
|  | BMNH A100         |
|  |                   |
|  | Heterodontosaurus |
|  |                   |
|  | Lycorhinus        |
|  |                   |

|  | Manidens |
|  | |
|  | \| \| Abrictosaurus \| \| \| \| \| \| BMNH A100 \| \| \| \| \| \| Heterodontosaurus \| \| \| \| \| \| Lycorhinus \| \| \| \| |
|  | |
|  | Abrictosaurus |
|  | |
|  | BMNH A100 |
|  | |
|  | Heterodontosaurus |
|  | |
|  | Lycorhinus |
|  | |

|  | Abrictosaurus     |
|  |                   |
|  | BMNH A100         |
|  |                   |
|  | Heterodontosaurus |
|  |                   |
|  | Lycorhinus        |
|  |                   |

|  | Manidens |
|  | |
|  | \| \| Abrictosaurus \| \| \| \| \| \| BMNH A100 \| \| \| \| \| \| Heterodontosaurus \| \| \| \| \| \| Lycorhinus \| \| \| \| |
|  | |
|  | Abrictosaurus |
|  | |
|  | BMNH A100 |
|  | |
|  | Heterodontosaurus |
|  | |
|  | Lycorhinus |
|  | |

|  | Abrictosaurus     |
|  |                   |
|  | BMNH A100         |
|  |                   |
|  | Heterodontosaurus |
|  |                   |
|  | Lycorhinus        |
|  |                   |

|  | Eocursor   |
|  |            |
|  | Genasauria |
|  |            |

|  | Manidens |
|  | |
|  | \| \| Abrictosaurus \| \| \| \| \| \| BMNH A100 \| \| \| \| \| \| Heterodontosaurus \| \| \| \| \| \| Lycorhinus \| \| \| \| |
|  | |
|  | Abrictosaurus |
|  | |
|  | BMNH A100 |
|  | |
|  | Heterodontosaurus |
|  | |
|  | Lycorhinus |
|  | |

|  | Abrictosaurus     |
|  |                   |
|  | BMNH A100         |
|  |                   |
|  | Heterodontosaurus |
|  |                   |
|  | Lycorhinus        |
|  |                   |

|  | Manidens |
|  | |
|  | \| \| Abrictosaurus \| \| \| \| \| \| BMNH A100 \| \| \| \| \| \| Heterodontosaurus \| \| \| \| \| \| Lycorhinus \| \| \| \| |
|  | |
|  | Abrictosaurus |
|  | |
|  | BMNH A100 |
|  | |
|  | Heterodontosaurus |
|  | |
|  | Lycorhinus |
|  | |

|  | Abrictosaurus     |
|  |                   |
|  | BMNH A100         |
|  |                   |
|  | Heterodontosaurus |
|  |                   |
|  | Lycorhinus        |
|  |                   |

|  | Manidens |
|  | |
|  | \| \| Abrictosaurus \| \| \| \| \| \| BMNH A100 \| \| \| \| \| \| Heterodontosaurus \| \| \| \| \| \| Lycorhinus \| \| \| \| |
|  | |
|  | Abrictosaurus |
|  | |
|  | BMNH A100 |
|  | |
|  | Heterodontosaurus |
|  | |
|  | Lycorhinus |
|  | |

|  | Abrictosaurus     |
|  |                   |
|  | BMNH A100         |
|  |                   |
|  | Heterodontosaurus |
|  |                   |
|  | Lycorhinus        |
|  |                   |

|  | Manidens |
|  | |
|  | \| \| Abrictosaurus \| \| \| \| \| \| BMNH A100 \| \| \| \| \| \| Heterodontosaurus \| \| \| \| \| \| Lycorhinus \| \| \| \| |
|  | |
|  | Abrictosaurus |
|  | |
|  | BMNH A100 |
|  | |
|  | Heterodontosaurus |
|  | |
|  | Lycorhinus |
|  | |

|  | Abrictosaurus     |
|  |                   |
|  | BMNH A100         |
|  |                   |
|  | Heterodontosaurus |
|  |                   |
|  | Lycorhinus        |
|  |                   |

|  | Eocursor   |
|  |            |
|  | Genasauria |
|  |            |

|  | Manidens |
|  | |
|  | \| \| Abrictosaurus \| \| \| \| \| \| BMNH A100 \| \| \| \| \| \| Heterodontosaurus \| \| \| \| \| \| Lycorhinus \| \| \| \| |
|  | |
|  | Abrictosaurus |
|  | |
|  | BMNH A100 |
|  | |
|  | Heterodontosaurus |
|  | |
|  | Lycorhinus |
|  | |

|  | Abrictosaurus     |
|  |                   |
|  | BMNH A100         |
|  |                   |
|  | Heterodontosaurus |
|  |                   |
|  | Lycorhinus        |
|  |                   |

|  | Manidens |
|  | |
|  | \| \| Abrictosaurus \| \| \| \| \| \| BMNH A100 \| \| \| \| \| \| Heterodontosaurus \| \| \| \| \| \| Lycorhinus \| \| \| \| |
|  | |
|  | Abrictosaurus |
|  | |
|  | BMNH A100 |
|  | |
|  | Heterodontosaurus |
|  | |
|  | Lycorhinus |
|  | |

|  | Abrictosaurus     |
|  |                   |
|  | BMNH A100         |
|  |                   |
|  | Heterodontosaurus |
|  |                   |
|  | Lycorhinus        |
|  |                   |

|  | Manidens |
|  | |
|  | \| \| Abrictosaurus \| \| \| \| \| \| BMNH A100 \| \| \| \| \| \| Heterodontosaurus \| \| \| \| \| \| Lycorhinus \| \| \| \| |
|  | |
|  | Abrictosaurus |
|  | |
|  | BMNH A100 |
|  | |
|  | Heterodontosaurus |
|  | |
|  | Lycorhinus |
|  | |

|  | Abrictosaurus     |
|  |                   |
|  | BMNH A100         |
|  |                   |
|  | Heterodontosaurus |
|  |                   |
|  | Lycorhinus        |
|  |                   |

|  | Manidens |
|  | |
|  | \| \| Abrictosaurus \| \| \| \| \| \| BMNH A100 \| \| \| \| \| \| Heterodontosaurus \| \| \| \| \| \| Lycorhinus \| \| \| \| |
|  | |
|  | Abrictosaurus |
|  | |
|  | BMNH A100 |
|  | |
|  | Heterodontosaurus |
|  | |
|  | Lycorhinus |
|  | |

|  | Abrictosaurus     |
|  |                   |
|  | BMNH A100         |
|  |                   |
|  | Heterodontosaurus |
|  |                   |
|  | Lycorhinus        |
|  |                   |

|  | Eocursor   |
|  |            |
|  | Genasauria |
|  |            |

## Levenswijze
De slijtfacetten van de tanden wijzen erop dat de kaken een simpele op-en-neergaande beweging maakten. Daarbij sloten de tanden van de bovenkaak nauw aan bij die van de onderkaak. Bij het sluiten van de kaak raakten eerst de spitsen elkaar, een eerste scheurende beweging uitvoerend. In hetzelfde vlak als de slijtfacetten van de spitsen bevinden zich echter slijtfacetten aan de bovenste binnenzijde van de tanden van de bovenkaak. Dat wijst erop dat de tandspitsen van de onderkaak bij een verdere sluiting aan de binnenzijde van de bovenste tandkronen doorgleden tot aan de entolofen, vertandingen op de verhoogde achterrand, het cingulum, een tweede scheurende beweging tot stand brengend. Een dergelijk systeem is van andere dinosauriërs niet bekend. Door eenmaal de kaken dicht te klappen werd het voedsel zo tweemaal gescheurd, een efficiënte methode. Latere ornithischiërs pasten andere methoden toe, zoals het aanleggen van tandbatterijen, een verlenging van de kaken of het inzetten van een tweede bewegingscyclus door de onderkaken terug te trekken.
In 2020 concludeerde een studie dat het tandglazuur dik was maar dat andere groepen binnen de Ornithischia deze toestand onafhankelijk opnieuw geëvolueerd moeten hebben, minstens driemaal. Het glazuur heeft bij Manidens een primitieve structuur, zonder onderliggende basislaag maar met verticale kolommen van crystalliet die al iets uit elkaar beginnen te lopen. Het glazuur verschilt tussen de bovenkaken en onderkaken: boven is het asymmetrisch tussen binnenzijde en buitenzijde, onder symmetrisch. De tanden werden van voor naar achter gewisseld. Tijdens de groei werden achter in de rij tanden bijgevoegd.